# إرهاب منسوب للمسلمين

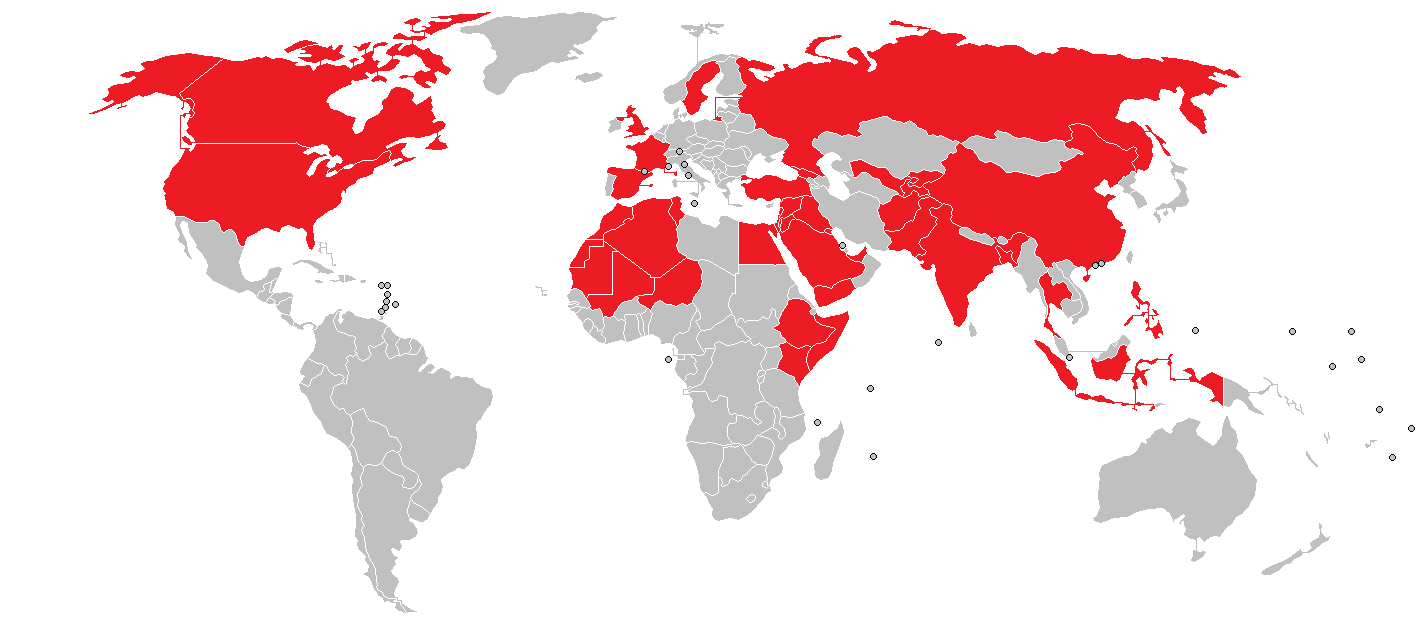
دول حدثت فيها هجمات إرهابية منسوبة للمسلمين بين 11 سبتمبر 2001، ومايو 2013

الإرهاب المنسوب للإسلام أو الإرهاب المنسوب للمسلمين هو بحكم التعريف، يعني الأعمال العنيفة التي ترتكبها جماعات تنتسب للإسلام أو الأفراد الذين يعلنون دوافع إسلامية مبررة لأفعالهم أو لأهداف سياسية إسلامية. وعادة ما يعتمد هؤلاء على تفسيرات معينة من القرآن والأحاديث النبوية، نقلاً عن هذه الكتب لتبرير هجماتها العنيفة تجاه الآخرين بما في ذلك القتل الجماعي والإبادة الجماعية و‌العبودية. في العقود الأخيرة، وقعت حوادث إرهابية على نطاق عالمي، والتي حدثت ليس فقط في الدول ذات الأغلبية المسلمة في أفريقيا وآسيا، ولكن أيضا في الخارج في أوروبا وروسيا، والولايات المتحدة، ومثل هذه الهجمات استهدفت المسلمين وغير المسلمين. وفي عدد من المناطق ذات الأغلبية المسلمة التي تعرضت لأسوأ أعمال إرهابية، مول هؤلاء الإرهابيين من قبل جماعات مقاومة مسلحة مستقلة، والجهات الحكومية ووكلائهم، محتجون مسلمون ليبراليين سياسيا.
إن التسمية الحرفية للإرهاب المنسوب للإسلام متنازع ومختلف عليها، وانتقد البعض ما يرونه بأنه استخدام مبطن لهذا المصطلح. ومثل هذا الاستخدام في الخطاب السياسي الغربي وصف بأنه «غير مفيد» و«مسيس إلى حد كبير، وناقصة فكريا» و«تضر بالعلاقات بين أفراد المجتمع».
تحدث أكبر عدد من الحوادث والوفيات الناجمة عن ذلك الإرهاب في العراق وأفغانستان ونيجيريا وباكستان وسوريا. في عام 2015، كانت أربع تنظيمات إسلامية متطرفة مسؤولة عن 74% من جميع الوفيات الناجمة عن الإرهاب: تنظيم الدولة الإسلامية (داعش)، وبوكو حرام، وطالبان والقاعدة، وفق مؤشر الإرهاب العالمي عام 2016. في العقود الأخيرة، وقعت مثل هذه الحوادث على نطاق عالمي، والتي أثرت ليس فقط على الدول ذات الغالبية المسلمة في إفريقيا وآسيا، ولكن أيضًا على العديد من الدول الأخرى، بما في ذلك تلك الموجودة داخل الاتحاد الأوروبي وروسيا وأستراليا وكندا وإسرائيل والهند والمملكة المتحدة والولايات المتحدة. واستهدفت مثل هذه الهجمات المدنيين المسلمين وغير المسلمين. وفي عدد من المناطق الأكثر تضرراً ذات الأغلبية المسلمة، قابل هؤلاء الإرهابيين جماعات مقاومة مسلحة ومستقلة، وجهات فاعلة تابعة للدولة ووكلائها، وفي أماكن أخرى من خلال إدانة من شخصيات إسلامية بارزة.

## تاريخ
يؤكد بعض المعلقين المسلمين أن بدء ظهور التطرف يعود إلى القرن السابع الميلادي إلى الخوارج. من موقفهم السياسي الأساسي، طوروا عقائد متطرفة تميزهم عن كل من المسلمين السنَّة والشيعة. تم الإشارة إلى الخوارج بشكل خاص لتبنيهم نهجًا جذريًا من التكفير، حيث أعلنوا أن المسلمين الآخرين غير مؤمنين، وبالتالي اعتبروهم يستحقون الموت.

### عقد 1960-1970
بعد المحاولات الفاشلة بعد الاستعمار لتشكيل الدولة وإنشاء إسرائيل، اجتاحت سلسلة من التحولات والحركات الماركسية والغربية في جميع أنحاء العالم العربي والإسلامي. إن نمو هذه الحركات القومية والثورية، إلى جانب وجهات نظرها القائلة بأن الإرهاب يمكن أن يكون فعالاً في تحقيق أهدافها السياسية، أوجد المرحلة الأولى من الإرهاب الدولي الحديث. في أواخر عقد 1960، بدأت الحركات العلمانية الفلسطينية مثل فتح والجبهة الشعبية لتحرير فلسطين في استهداف المدنيين خارج ساحة الصراع المباشرة. بعد هزيمة إسرائيل للقوات العربية عام 1967، بدأ القادة الفلسطينيون يرون أن العالم العربي لم يتمكن من مواجهة إسرائيل عسكريًا. خلال نفس الوقت، شهدت الدروس المستفادة من الحركات الثورية في أمريكا اللاتينية وشمال إفريقيا وجنوب شرق آسيا، إلى تحول الفلسطينيين عن حرب العصابات نحو الإرهاب الحضري. كانت هذه الحركات علمانية بطبيعتها لكن منظمتها الدولية عملت على نشر التكتيكات الإرهابية في جميع أنحاء العالم.
في حين أن الفلسطينيين العلمانيين كانوا أهم حركة في عقد 1970، إلا أن الجماعات ذات الدوافع الدينية نمت بعد فشل القومية العربية في حرب عام 1967. في الشرق الأوسط، تعارضت الحركات الإسلامية مع القومية العلمانية. دعمت الجماعات الإسلامية المملكة العربية السعودية، لمواجهة الأيديولوجية القومية.
وفقا لبروس هوفمان من راند، في عام 1980 تم تصنيف مجموعتين من أصل 64 مجموعة على أنها ذات دوافع دينية، في عام 1995 كان نصفهم تقريباً (26 من أصل 56) لديهم دوافع دينية والأغلبية كان الإسلام القوة الإرشادية.

### عقد 1980-1990
كان عام 1979 نقطة تحول في الإرهاب الدولي. في جميع أنحاء العالم العربي والغرب، أشعلت الثورة الإسلامية الإيرانية مخاوف من موجة من الإسلام الشيعي الثوري. في هذه الأثناء، بدأت الحرب السوفيتية-الأفغانية وما تلاها من حرب المجاهدين ضد السوفيات، والتي استمرت من عام 1979 إلى عام 1989، في صعود وتوسيع الجماعات الإرهابية. منذ بدايتها في عام 1994، اكتسبت ميليشيات طالبان المدعومة من باكستان في أفغانستان العديد من الخصائص المرتبطة تقليديًا برعاة الدولة للإرهاب، حيث وفرت الدعم اللوجستي ووثائق السفر ومرافق التدريب. منذ عام 1989، برز تزايد رغبة المتطرفين الدينيين في ضرب أهداف خارج البلد أو المناطق الإقليمية مباشرة الطبيعة العالمية للإرهاب المعاصر. إن تفجير مركز التجارة العالمي عام 1993، وهجمات 11 سبتمبر 2001 على مركز التجارة العالمي والبنتاغون، يمثلان هذا الإتجاه.

### بين عامي 2000 و2010
وفقًا لبحث صدر عن جريدة فيلت أم زونتاغ الألمانية، فقد حدث بين 11 سبتمبر عام 2001 و21 أبريل عام 2019، نحو 31،221 هجوم إرهابي، قتل فيها على الأقل 146,811 شخص. كان العديد من الضحايا مسلمين، بمن فيهم معظم الضحايا الذين قتلوا في هجمات استهدفت 12 شخصًا أو أكثر.

### العقد الثاني من القرن الحادي والعشرين
وفقًا للمؤشر العالمي للإرهاب، بلغت الوفيات الناجمة عن الإرهاب ذروتها في عام 2014 وأخذت بالانخفاض سنويًا منذ ذلك الحين حتى عام 2019 (وهي آخر سنة يوجد لها إحصائيات)، حتى وصل انخفاضها إلى أكثر من النصف (59% أو 13,826) عن الذروة. ماتزال أكثر خمس دول تضررًا من الإرهاب هي دول مسلمة -أفغانستان، والعراق، ونيجيريا وسوريا والصومال.

## الدوافع

### الدوافع الاقتصادية
عانى العالم الإسلامي من الركود الاقتصادي والتخلف لعدة قرون. في عام 2011، صرح الرئيس الأمريكي باراك أوباما أنه بصرف النظر عن النفط الخام، فإن صادرات الشرق الأوسط الكبير بأسره والتي بلغ عدد سكانها 400 مليون نسمة تعادل تقريباً صادرات سويسرا. كما تم تقدير أن صادرات فنلندا، وهي دولة أوروبية لا يتجاوز عدد سكانها خمسة ملايين نسمة، تجاوزت صادرات العالم العربي البالغ قوامه 370 مليون نسمة، بإستثناء النفط والغاز الطبيعي. جادل المؤرخ ديفيد فرومكين أن هذا الركود الإقتصادي في كتابه «سلام لإنهاء كل السلام» بدأ مع زوال الدولة العثمانية في عام 1924، حيث تعطلت شبكات التجارة وتمزقت المجتمعات عن طريق إنشاء دول قومية جديدة. على الرغم من أن الدولة العثمانية كان يُشار إليها باسم رجل أوروبا المريض، فإن أجزاء الشرق الأوسط الخاضعة للحكم العثماني كانت ما زالت تتمتع باقتصاد متنوع وثابت ينمو مع ازدهار عام.

### الدافع الديني
يجادل دانييل بنيامين وستيفن سايمون، في كتابهما، عصر الإرهاب المقدس، بأن الهجمات الإرهابية المنسوبة للمسلمين دينية بحتة. ويُنظرون إليها على أنها «سر... يهدف إلى استعادة النظام الأخلاقي الذي أفسده أعداء الإسلام إلى الكون». وإنه ليس سياسيًا أو استراتيجيًا، بل هو «فعل فداء» يُقصد به «إذلال وذبح الذين تحدوا هيمنة الله».
قال أحد الأخوة كواشي المسؤولين عن الهجوم على صحيفة شارلي إبدو لصحفي فرنسي، قائلاً: «نحن المدافعون عن النبي محمد».
وجدت دراستان حول خلفية الإرهابيين المسلمين في أوروبا - واحدة من المملكة المتحدة وواحدة من فرنسا - وجود صلة قليلة بين التقوى الدينية والإرهاب. وفقًا لتقرير «مقيد» بمئات الدراسات التي أجرتها وكالة الاستخبارات الداخلية البريطانية المكتب الخامس:
[و] من كونهم متعصبين دينيين، فإن عددًا كبيرًا من المتورطين في الإرهاب لا يمارسون عقيدتهم بإنتظام. يفتقر الكثيرون إلى معرفة القراءة والكتابة الدينية ويمكن اعتبارهم في الواقع مبتدئين دينيين. تربى عدد قليل جداً منهم في أسر دينية متشددة، وهناك نسبة أعلى من المتوسط من المتحولين. ويشارك البعض في تعاطي المخدرات وشرب الكحول وزيارة العاهرات. يقول المكتب الخامس أنَّ هناك أدلة على أن الهوية الدينية الراسخة تحمي بالفعل من التطرف العنيف.
وجدت "صورة عامة" لعام 2015 من تأليف أوليفر روي (انظر أعلاه) عن "الظروف والأسباب" التي أصبح الأشخاص الذين يعيشون في فرنسا "متطرفين إسلاميين" (إرهابيين أو إرهابيين محتملين) وأن التطرف فيها لم يكن "انتفاضة لمجتمع مسلم" ضحية للفقر والعنصرية: فقط الشباب ينضمون، بما في ذلك المتحولون".
يعتقد روي أن الإرهاب أو التطرف «مُعبّر عنه بالمصطلحات الدينية» بسبب
- معظم الراديكاليين لديهم خلفية إسلامية، مما يجعلهم منفتحين على عملية إعادة الأسلمة («لم يكن أي منهم متدين قبل الدخول في عملية التطرف»)،[26]
- الجهاد هو «السبب الوحيد في السوق العالمية». إذا قتلت في صمت، فسوف يتم الإبلاغ عنك في الصحف المحلية؛ و«إذا قتلت وصرخت الله أكبر، فمن المؤكد أنك ستتصدر عناوين الصحف الوطنية». والأسباب المتطرفة الأخرى - اليسار المتطرف أو البيئة المتطرفة والتي هي «برجوازية وفكرية للغاية» بالنسبة للمتطرفين.[26]

وفقًا للزعيم الإسلامي الإندونيسي يحيى شليل ستاكف في مقابلة مع مجلة تايم في عام 2017، وفقًا للتقاليد الإسلامية الكلاسيكية، فإن العلاقة بين المسلمين وغير المسلمين هي علاقة بين الفصل والعداء. وهو يرى أن التطرف والإرهاب مرتبطان بالإسلام الأرثوذكسي وأن الحركات الإسلامية الراديكالية ليست جديدة. وأضاف أيضًا أنه يجب على السياسيين الغربيين التوقف عن التظاهر بأن التطرف غير مرتبط بالإسلام.

#### تفسيرات القرآن والحديث
يحلل دونالد هولبروك، وهو باحث في مركز دراسة الإرهاب والعنف السياسي، عينة من 30 عملاً لمؤلفي الدعاية الجهادية ويجد عدة مقاطع من القرآن مُستغلة ومشوهة لتتناسب مع أهداف الجهاد العنيف. وتم الاقتباس من سورة النساء (4: 74-75) في معظم الأحيان. ومقاطع شائعة أخرى هي من سورة التوبة (9: 13-15، 38-39، 111) وسورة البقرة (2: 190-191، 216). وبالنظرة إلى آية السيف 9: 5:
يلاحظ هولبروك أنهم اختاروا الجزء الأول من الآية وهي "فَاقْتُلُوا الْمُشْرِكِينَ حَيْثُ وَجَدْتُمُوهُمْ" لكنهم فشلوا في الاقتباس ومناقشة العوامل المحددة في نهاية الآيات، "فَإِنْ تَابُوا وَأَقَامُوا الصَّلَاةَ وَآتَوُا الزَّكَاةَ"، وهذا كما يقول هولبروك، هو كيف ينتاب الجهاديين العنيفين "انتقادات مخزية في من أجل خدمة أهداف الدعاية الخاصة بهم. يلاحظ بيتر بيرغن أن أسامة بن لادن استشهد بهذه الآية في عام 1998 عند إصدار إعلان الحرب الرسمي.
كتب مايكل سيلز وجين إ. سميث (أستاذ الدراسات الإسلامية) أنه باستثناء بعض المتطرفين مثل تنظيم القاعدة، فإن معظم المسلمين لا يفسرون الآيات القرآنية على أنها تروج للحرب اليوم بل إنها تعكس السياقات التاريخية. وفقًا لسيلز «لا يتوقع [معظم المسلمين] تطبيق [الآيات محل النقاش] على أصدقائهم وجيرانهم المعاصرين من غير المسلمين مثلما لا يعتبر المسيحيين واليهود أنفسهم مأمورين من الله، مثل يشوع التوراتي، على إبادة الكفار» في كتابه «لا إله إلا الله: أصول وتطور ومستقبل الإسلام»، يجادل الأكاديمي الإيراني الأمريكي رضا أصلان أن هناك معركة داخلية تدور حاليًا داخل الإسلام بين المثل العليا للإصلاح الفردي والسلطة التقليدية للإسلام من من علماء الدين ويشبه ذلك الذي الإصلاح في القرن السادس عشر في المسيحية، والتي كانت قديمة قدم الإسلام في تلك الفترة. ويكتب «فكرة أن السياق التاريخي يجب ألا يلعب أي دور في تفسير القرآن - أن ما ينطبق على مجتمع محمد ينطبق على جميع المجتمعات الإسلامية طوال الوقت - هو ببساطة موقف لا يمكن الدفاع عنه بكل معنى الكلمة».
كما أشار أنصار بن لادن إلى تقارير تفيد بأن النبي محمد هاجم البلدات ليلاً أو مقاليع، وجادلوا بأنه يجب أن يتغاضى عن أضرار عرضية لغير المقاتلين، لأنه كان من المستحيل التمييز بينهم وبين المقاتلين خلال هذه الهجمات. لم يقبل المسلمون هذه الحجج على نطاق واسع.
يحمل اللاهوتي الباكستاني جاويد أحمد الغامدي اللوم على المدارس الإسلامية التي تلقّن الأطفال آراءً إسلامية متفوقة، مثل أن المسلمين يتفوقون أخلاقياً على غير المؤمنين (وخاصةً المسلمين السابقين)، وأن الجهاد سيؤدي في النهاية إلى خلافة واحدة لحكم العالم.

#### الجهاد والفقه الإسلامي
يقول برنارد لويس عالم الشرق الأوسط في جامعة برينستون إن الفقه الإسلامي الكلاسيكي لا يسمح بالإرهاب، وأن «الفقهاء التقليديين في الإسلام لم يعتبروا [الجهاد] ذبحًا جماعيًا غير مبرر وغير مسبوق للسكان المدنيين غير المشاركين في الحرب». وفي عام 2001، لاحظ البروفيسور لويس:
نظرًا لكون الجهاد واجبًا دينيًا، فإنه يتم تنظيمه بشكل متقن وفقًا للشريعة، والذي يناقش بتفصيل دقيق مسائل مثل فتح وإدارة وإيقاف ووقف الأعمال العدائية، ومعاملة السجناء وغير المقاتلين، واستخدام الأسلحة وإلخ. وبالمثل، فإن قوانين الجهاد تمنع بشكل قاطع الذبح العشوائي. ويتم حث المحاربين في الحرب المقدسة على عدم إيذاء غير المقاتلين والنساء والأطفال «ما لم يهاجموك أولاً». ... النقطة التي يصرون عليها هي الحاجة إلى إعلان حرب واضح قبل بدء الأعمال القتالية، والتحذير المناسب قبل استئناف القتال بعد الهدنة. إن ما لم يفكر به الفقهاء الإسلاميين التقليديين عن بعد هو نوع من المذبحة الجماعية غير المبررة التي تستهدف السكان المدنيين غير المتورطين والتي رأيناها في نيويورك قبل أسبوعين. لهذا لا يوجد سابقة ولا سلطة في الإسلام.
في حين أن أساليب الحرب مقيدة بالفقه الإسلامي الكلاسيكي، فإن النطاق ليس كذلك. صرّح لويس أن الجهاد هو هجوم غير محدود لإخضاع العالم بأسره للحكم والشريعة الإسلامية. يفرض الفقه الإسلامي الكلاسيكي، دون حد الزمان أو المكان، واجب إخضاع غير المسلمين، حسب لويس. يكتب وائل حلاق أنه في العصر الحديث، فقدت فكرة الجهاد أهميتها الفقهية وأدت بدلاً من ذلك إلى خطاب أيديولوجي وسياسي. بينما ينظر الحداثيون إلى الجهاد على أنه دفاعي ومتوافق مع المعايير الحديثة للحرب، فإن بعض الإسلاميين يتجاوزون النظرية الكلاسيكية للإصرار على أن هدف الجهاد هو محاربة الأنظمة القمعية وتحويل غير المسلمين إلى الإسلام.

### الدوافع المجتمعية
وجد سكوت أتران أن أكبر تنبّؤين للتفجيرات الإنتحارية ليس الدين بل الديناميات الجماعية: في حين أن الإذلال الشخصي لا يتحول إلى دافع لأولئك الذين يحاولون قتل المدنيين، فإن الاعتقاد بأن الآخرين الذين يشعر المرء بعلاقة مشتركة معهم يتعرضون للإهانة يمكن أن يكون سائق قوي للحدث. «ديناميات المجموعات الصغيرة التي تشمل الأصدقاء والعائلة التي تشكل خلية الشتات للأخوة والصداقة الحميمة التي يقوم عليها تصاعد الأعمال الاستشهادية». الإرهابيون، حسب أتران، كائنات اجتماعية متأثرة بالصلات والقيم الاجتماعية. بدلاً من الموت «من أجل سبب»، قد يقال إنه مات «من أجل بعضهم البعض». اقترح سايمون كوتي في صحيفة نيويورك تايمز أن الإحباط الجنسي هو عامل محفز رئيسي في التفجير الانتحاري الإسلامي.
ويرى الكاتب الإسلامي المغربي كمال ازنيدر أن تخلي الشيوخ «عن موقفهم المعادي للصهيونية والامبريالية الغربية والرافض لظلم وفساد الأنظمة العربية أفقدهم جزء كبير من شعبيتهم وجعل منهم خونة ومنافقين وتجار دين في أعين فئة كبيرة من الشباب (...) صمتهم عن تدخل القوى الغربية في سياسات الدول الإسلامية وما ترتكبه إسرائيل وأمريكا وحلفائهما من دول الغرب من جرائم ضد الشعوب المسلمة وكذا ظلم الحكام العرب لشعوبهم واغتنائهم بتفقيرهم وتدمير أوطانهم وتحويلها إلى أوكار للفاحشة والرذيلة، أفقد هؤلاء الشيوخ جزء كبير من مصداقيتهم وجعل فئة من هؤلاء الشباب تصد عنهم وتقبل على مشايخ السلفية الجهادية الذين أصبحوا اليوم يحتكرون الخطاب الديني الثوري والمعادي للصهيونية والامبريالية الغربية وكذا الأنظمة العربية الفاسدة. جبن المشايخ المعتدلين، جشعهم وتعطشهم للسلطة والمال، وتخليهم عن الخطاب الثوري، ترك المجال فارغا لشيوخ ومنظري داعش والقاعدة وغيرهما من جماعات السلفية الجهادية. وهؤلاء، فكرهم الثوري أو الجهادي هو فكر متطرف لا يفرق بين الكافر المسالم والكافر المحارب ولا بين الشعوب وحكوماتها. فبالنسبة لهم، الكفار كلهم سواسية. كلهم شياطين يكنون العداء للمسلمين ويرجون لنا الشر. وما علينا سوى قتلهم إن أردنا أن نهنئ ونسعد على سطح هذه الأرض».

## إستطلاعات الرأي
- أجرت مؤسسة غالوب عشرات الآلاف من المقابلات لمدة ساعة، لقاءات وجها لوجه مع سكان أكثر من 35 بلدا إسلاميا بين عامي 2001 و2007. ووجد أن أكثر من 90% من أفراد العينة أدانت قتل غير المقاتلين على أساس ديني وإنساني.[10]
- في عام 2004، بعد عام من غزو العراق، وجدت دراسة مركز بيو للأبحاث أن التفجيرات الانتحارية ضد الأمريكيين وغيرهم من الغربيين في العراق بأنه «مبرر» من قبل العديد من الأردنيين (70%) والباكستانيين (46%)، والأتراك (31%). في الوقت نفسه، وجدت الدراسة ان هذا الدعم للحرب التي تقودها الولايات المتحدة على الإرهاب زادت.[48][49]
- أظهرت دراسة بيو للأبحاث عام 2005، التي تنطوي على 17,000 شخصا في 17 بلدا أن دعم الإرهاب آخذ في الانخفاض في العالم الإسلامي جنبا إلى جنب مع اعتقاد متزايد بأن التطرف الإسلامي يمثل تهديدا لتلك البلدان.[50] صحيفة ديلي تلغراف أظهرت احصائية[51] أن 88% من المسلمين أعتبر أن تفجيرات يوليو 2005 في مترو أنفاق لندن لا مبرر لها، في حين اختلف 6%. إلا أنه وجد أيضا أن 24% من المسلمين البريطانيين أظهر بعض التعاطف مع الأشخاص الذين نفذوا الهجمات.
- استطلاعات الرأي التي اجرتها قناة العربية ومعهد غالوب تشير إلى دعم المعتدلين لهجمات 11 سبتمبر الارهابية داخل العالم الإسلامي، مع 36% من العرب في استطلاع أجرته قناة العربية قال ان هجمات 11 سبتمبر مبررة أخلاقيا، 38% معارض و26% من تلك استطلاع أجاب كونه غير متأكد.[52] دراسة أجريت عام 2008، التي قامت بها مؤسسة غالوب، وجدت نتائج مماثلة مع 38.6% من المسلمين برر هجمات 11 سبتمبر.[53] أجري استطلاع آخر للرأي، في عام 2005 من قبل مؤسسة فافو في السلطة الفلسطينية، وجدت أن 65% من أفراد العينة يدعم هجمات 11 سبتمبر.[54]
- في باكستان، على الرغم من الارتفاع الأخير في نفوذ طالبان، اختبار استطلاع للرأي أجرته غد خال من الإرهاب في باكستان في يناير 2008 وجدت أن تقديم الدعم لتنظيم القاعدة وحركة طالبان وجماعات اسلامية متشددة أخرى وأسامة بن لادن نفسه، في انخفاض. في أغسطس 2007، أعرب 33% من الباكستانيين الدعم لتنظيم القاعدة. 38% أيدوا حركة طالبان. بحلول يناير 2008، كان دعم تنظيم القاعدة تراجعت إلى 18%، وطالبان إلى 19%. عندما سئلوا عما إذا كانوا سيصوتون لصالح تنظيم القاعدة، 1% فقط من الباكستانيين ممن شملهم الاستطلاع أجابوا بالإيجاب. حظي طالبان بدعم من 3% من الذين شملهم الاستطلاع.

## هجمات إرهابية منتقاه

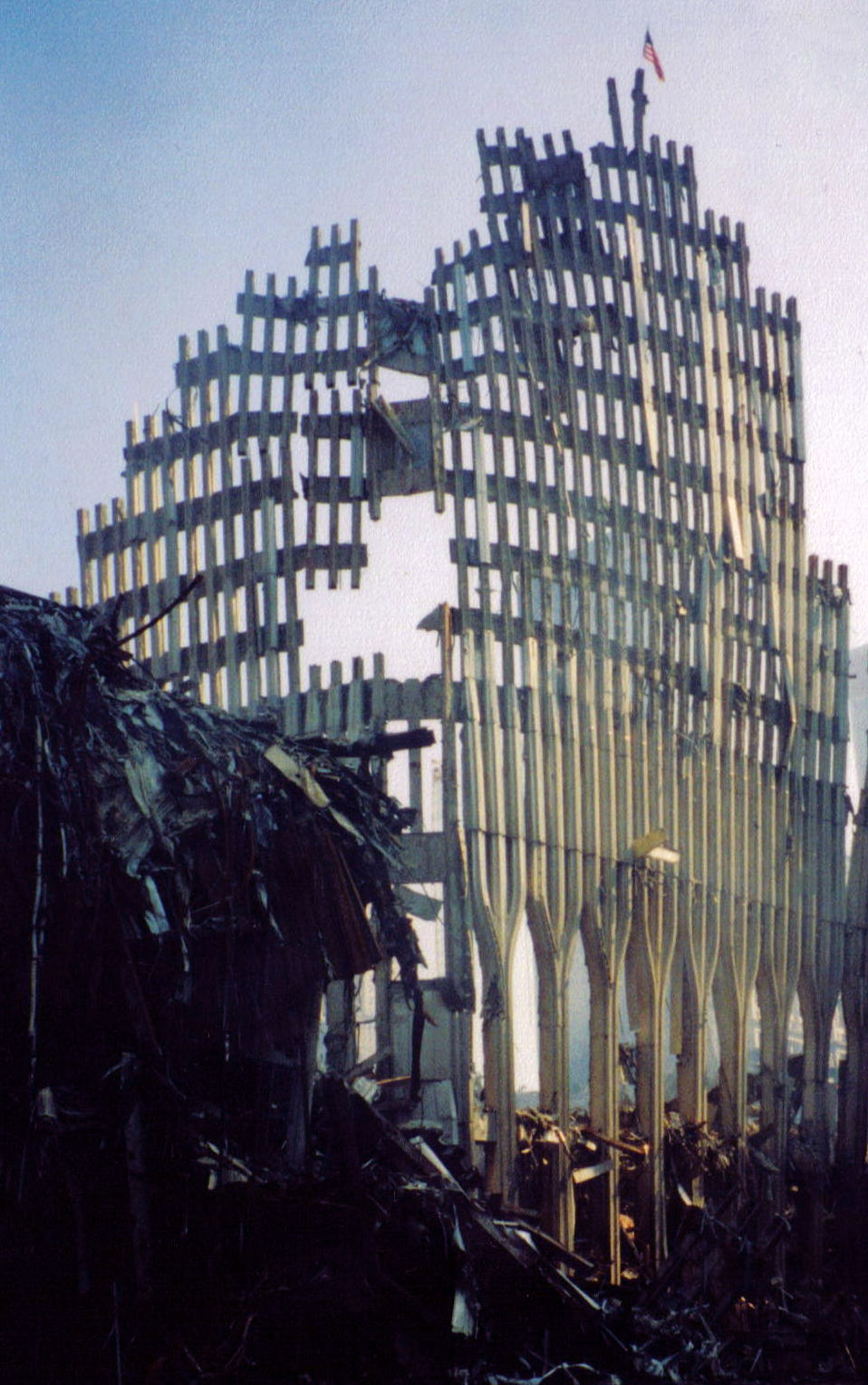
بقايا برج مركز التجارة العالمي الثاني الذي بقي واقفا بعد هجوم إرهابي مدبر من قبل تنظيم القاعدة

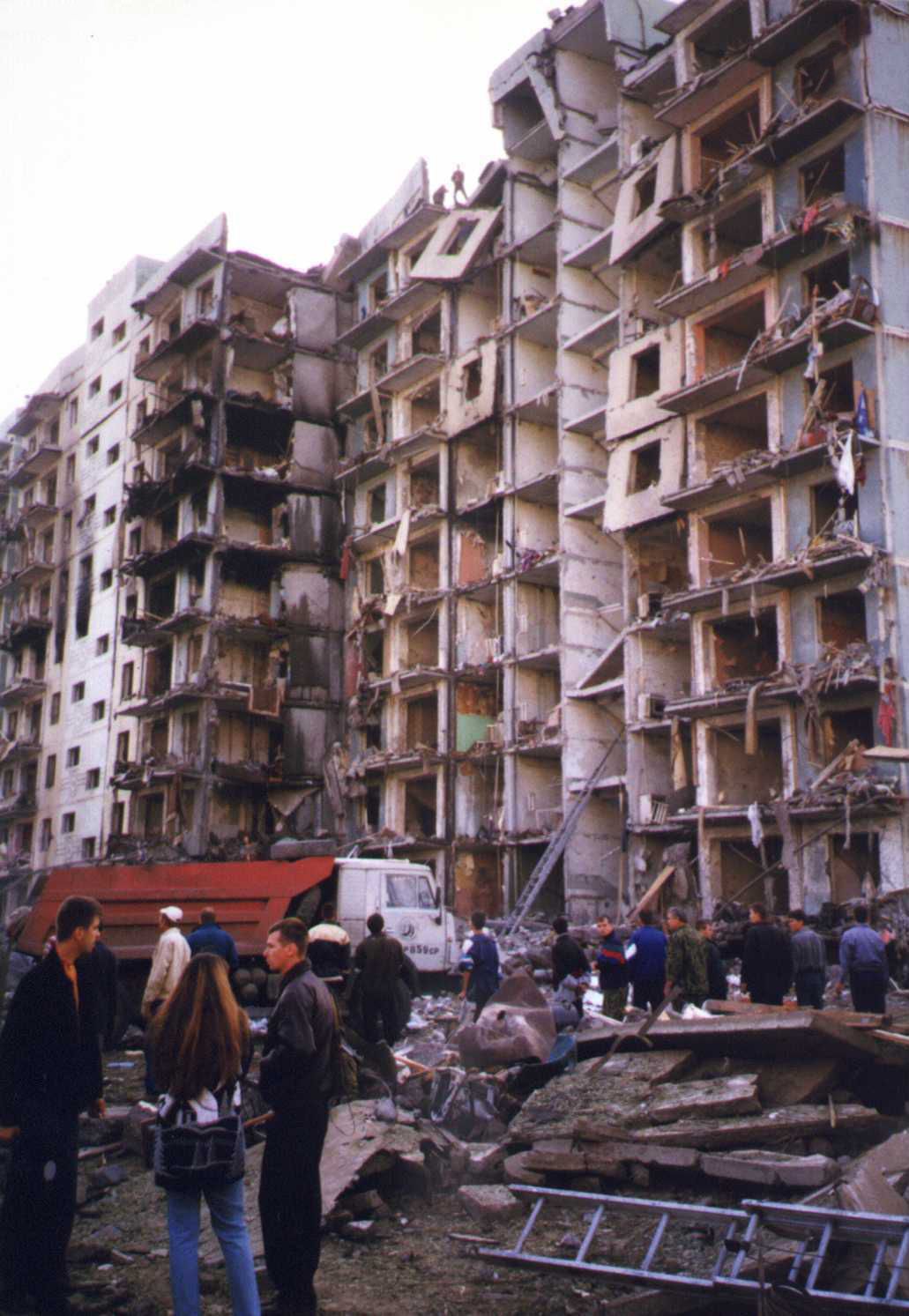
تفجيرات الشقق في مدن روسيا ويصنف بأنه هجوم إرهابي إسلامي

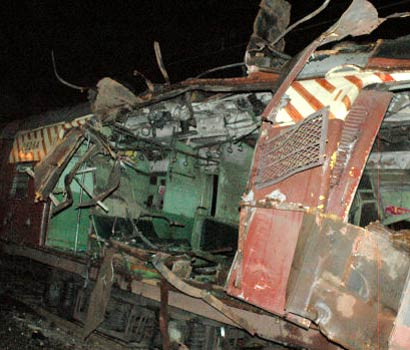
تفجيرات قطارات مومباي

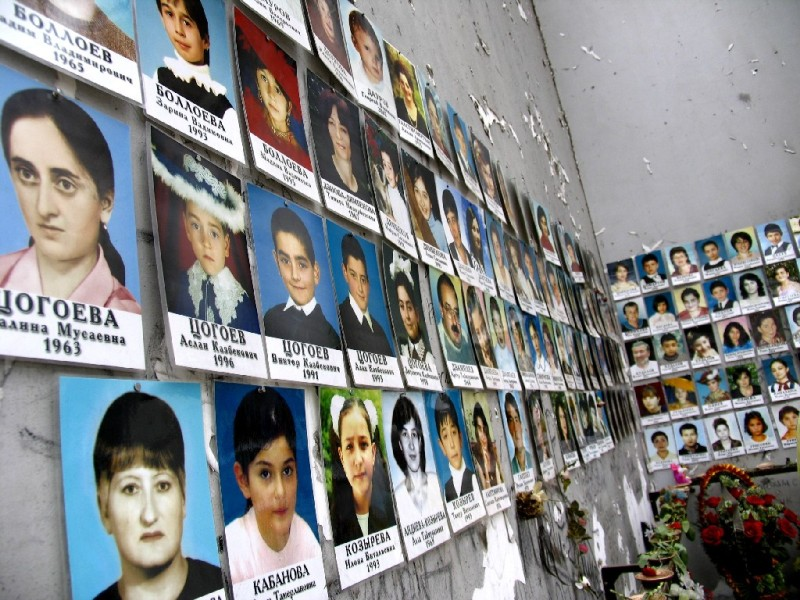
صور ضحايا أزمة رهائن مدرسة بسلان على جدران المدرسة

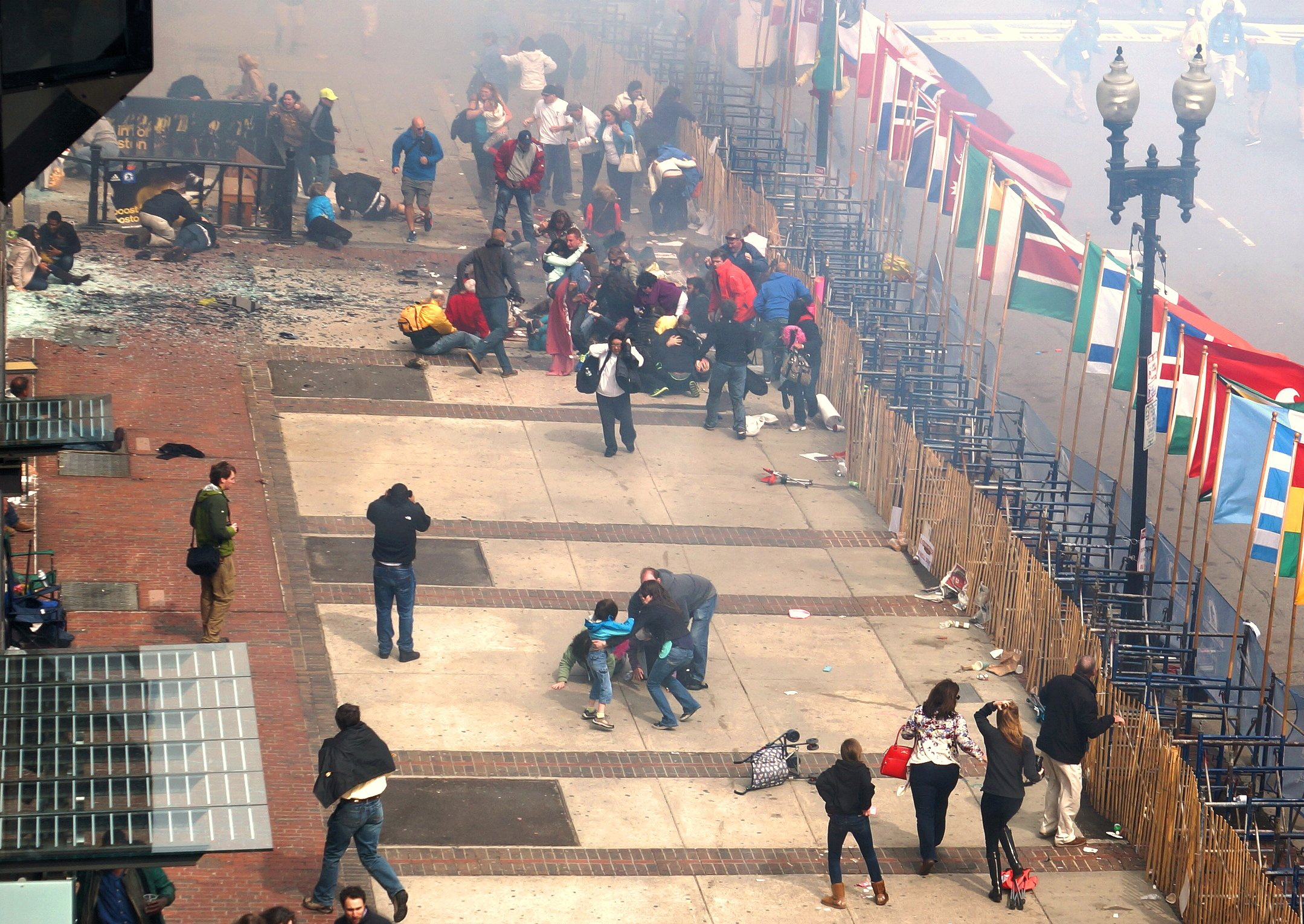
تفجيرات بوسطن ويصنف بأنه هجوم إرهابي إسلامي قُتل فيه 3 وأصيب 280 آخرين.

القائمة التالية ليست كاملة وتستعرض بعض الأعمال الإرهابية التي صنفت بأنها إسلامية:
- 18 أبريل 1983 حتى 1983 تفجير السفارة الأمريكية في بيروت قتل 63 شخص وجرح 120 شخص.
- 23 أكتوبر 1983 - تفجيرات بيروت 1983 قتل 305 شخص و75 جريحا.
- 17 مارس 1992 - تفجير السفارة الإسرائيلية في بوينس آيرس في الأرجنتين. راح ضحيتها 29 قتيل و242 مصاب وقد تم اتهام جماعة الجهاد الإسلامية اللبنانية وحزب الله والحرس الثوري الإيراني بتنفيذها.
- 26 فبراير 1993 - تفجير مركز التجارة العالمي 1993 في نيويورك مقتل ستة اشخاص.
- 13 مارس 1993 - تفجيرات بومباي 1993 في الهند. 250 قتيلا و700 جريحا.
- 28 يوليو 1994 - تفجيرات بوينس آيرس في الأرجنتين. سيارة انتحارية ضد مبنى مكاتب الطائفة اليهودية المحلية. 85 قتيلا وأكثر من 300 جريح.
- 24 ديسمبر 1994 - اختطاف الخطوط الجوية الفرنسية رحلة 8969 اختطاف في الجزائر العاصمة من قبل ثلاثة أعضاء من الجماعة الإسلامية المسلحة وإرهابي آخر. سبعة قتلوا بينهم الخاطفين.
- 25 يونيو 1996 - تفجير أبراج الخبر، 20 قتيلا، وأصيب 372 شخص.
- 17 نوفمبر 1997 - مذبحة الأقصر، هجوم إرهابي من قبل الجماعة الإسلامية في مصر وقع في 17 نوفمبر 1997 في الدير البحري بمحافظة الأقصر في مصر. أسفر الهجوم عن مصرع 58 سائحا.
- 14 فبراير 1998 - تفجير في كويمباتور، تاميل نادو في الهند. 13 قنبلة انفجرت في غضون 12 كيلومترات. قتل 46 وأكثر من 200 جريح.
- 7 أغسطس 1998 - تفجير سفارات الولايات المتحدة 1998 في تنزانيا وكينيا. 224 قتيلا وأكثر من 4,000 جرحى.
- 4 سبتمبر 1999 - سلسلة من التفجيرات في عدة مدن في روسيا، ما يقرب من 300 قتيل.
- 12 أكتوبر 2000 - تفجير يو إس إس كول في ميناء عدن اليمني.
- أحداث 11 سبتمبر 2001 - خطف أربع طائرات وتحطيم في مركز التجارة العالمي والبنتاغون وحقل في شانكسفيل من 19 خاطف. مقتل 2,977 شخص وأكثر من 6,000 جريح.[55]
- 13 ديسمبر 2001 - هجوم انتحاري على البرلمان الهندي في نيودلهي من قبل منظمات إرهابية إسلامية مقرها باكستان، جيش محمد وعسكر طيبة. هدفت إلى القضاء على القيادة العليا في الهند والتسبب في الفوضى في البلاد. 7 قتلى و12 جريحا.
- 27 مارس 2002 - هجوم انتحاري خلال عيد الفصح اليهودي في فندق في نتانيا في إسرائيل. 30 قتيلا و133 جريحا.
- 30 مارس 2002 و24 نوفمبر 2002 - الهجمات على المعبد الهندوسي في راغوناث الهندية. مجموعه 25 قتيلا.
- 24 سبتمبر 2002 - هجوم بالاسلحة الرشاشة على معبد هندوسي في أحمد آباد في الهند. 31 قتيلا و86 جريحا.[56][57]
- 12 أكتوبر 2002 - تفجيرات بالي عام 2002. قتل 202 و300 جريح.[58]
- 12 مايو 2003 - تفجيرات الرياض استهدفت هذه التفجيرات عدة مجمعات يسكنها أجانب. قتل 35 شخص وجرح 160 شخص. تبنى التفجيرات تنظيم القاعدة
- 16 مايو 2003 - تفجيرات الدار البيضاء 2003. أربعة هجمات متزامنة في الدار البيضاء مما أسفر عن مقتل 33 مدنيا (ومعظمهم من المغاربة) تبنت التفجيرات الجماعات السلفية الجهادية.
- 11 مارس 2004 - تفجيرات متعددة في القطارات بالقرب من مدريد في إسبانيا. قتل 191 مدني، و1460 جريح. تبنى التفجيرات تنظيم القاعدة.
- 1 سبتمبر 2004 - أزمة رهائن مدرسة بسلان، قتل ما يقرب من 344 مدنيا بينهم 186 طفلا.[59][60] وقد أعلن زعيم الانفصاليين الشيشانيين الإسلامي شامل باساييف أنه هو من نظم الهجوم على المدرسة.
- 9 أكتوبر 2004 - تفجيرات طابا 2004 والتي اودت بحياة ما لا يقل عن 34 شخصا واصابة أكثر من 150 بجراح اغلبهم إسرائيليين، في منتجعين سياحيين في شبه جزيرة سيناء المصرية قرب الحدود مع إسرائيل.
- 2 نوفمبر 2004 - مقتل المخرج ثيو فان غوخ من قبل جهادي إسلامي ولد أمستردام وهو محمد بويري.[61]
- 5 يوليو 2005 - هجوم على المعبد الهندوسي رام في ايوديا في الهند؛ واحدة من أكثر الأماكن المقدسة في الديانة الهندوسية. أدى الهجوم إلى مقتل 6 قتلى.
- 7 يوليو 2005 - تفجيرات لندن 7 يوليو 2005 وهي سلسلة عمليات انتحارية متزامنة حدثت في لندن مستهدفة المواطنين اثناء ساعة الذروة. مقتل 53 شخصا بينهم أربعة انتحاريين إسلاميين. وما يقرب من 700 جريح.
- 23 يوليو 2005 - تفجيرات شرم الشيخ 2005 سلسلة من الهجمات الإرهابية المتزامنة في 23 يوليو 2005. تم الإعداد لها من قبل منظمة القاعدة[62] استهدفت المنتجع المصري جنوب شبه جزيرة سيناء المصرية، حيث توفي جراء هذه الهجمات ثمانية وثمانون (88) شخصاً معظمهم مصريون، وجرح ما يزيد عن المائتين (200) شخص.
- 29 أكتوبر 2005 - تفجيرات دلهي في الهند. مقتل أكثر من 60 شخص وأكثر من 180 جريحا في سلسلة ثلاث هجمات في أسواق مزدحمة وحافلة، يومين فقط قبل عيد ديوالي.[63]
- 9 نوفمبر 2005 - تفجيرات عمان 2005. سلسلة هجمات انتحارية منسقة على فنادق في عمان في الأردن. أدى إلى مقتل أكثر من 60 قتيلا و115 جريحا.[64][65] أالتفجيرات منسوبة لتنظيم القاعدة في بلاد الرافدين (العراق).[66]
- 7 مارس 2006-2006 تفجيرات فاراناسي في الهند. وهي سلسلة من الهجمات في معبد هانومان ومحطة سكة حديد كانتون في المدينة الهندوسية المقدسة فاراناسي. أدت إلى مقتل 28 شخصا وأكثر من 100 جريح.[67]
- 11 يوليو 2006 - تفجيرات قطارات مومباي في الهند؛ وهي سلسلة من سبعة تفجيرات التي وقعت خلال فترة 11 دقيقة على خط سكك حديد في مومباي سوبربان. قتل 209 وأكثر من 700 جريح.
- 14 أغسطس 2007 - تفجيرات القحطانية: هي سلسلة انفجارات اعقبت هجوما انتحاريا بشاحنات مفخخة في الساعة الثامنة صباحا بالتوقيت المحلي من يوم 14 آب 2007 بمجمع القحطانية الذي يقطنه أبناء الطائفة اليزيدية بالقرب من ناحية سنجار (محافظة نينوى) بشمال العراق. قدر الهلال الأحمر العراقي أن الشاحنات المحملة بمواد تفجيرية وقنابل قتلت 796 وجرحت 1562 آخرين.[68]
- 26 يوليو 2008-2008 تفجيرات أحمد آباد في الهند. قتل 56على الاقل و200 جريحا. جماعة اسلامية تطلق على نفسها اسم المجاهدين الهنود تحملت المسؤولية. التحقيق من قبل الشرطة الهندية أدت إلى إلقاء القبض في نهاية المطاف على عدد من الإرهابيين المشتبه بتورطهم في التفجيرات، أكثرهم من ينتمون إلى جماعة إرهابية معروفة، حركة الطلاب الإسلامية الهندية.[69]
- 13 سبتمبر 2008 - سلسلة تفجير في دلهي في الهند. زرعت الجماعات الإسلامية المتطرفة قنابل في عدة أماكن مثل بوابة الهند، منها تلك التي في كارول باغ، كونوت بليس وكايلاش الكبرى. الإنفجارات أدت إلى قتل نحو 30 قتيلا و130 جريحا، تلاها هجوم آخر بعد أسبوعين في منطقة ميهرالو المزدحمة، وأدت إلى قتل 3 مدنين.
- 26 نوفمبر 2008 - قتل المتطرفين المسلمين 174 شخصا على الاقل وجرح العديد من الآخرين في سلسلة من الهجمات المنسقة على أكبر مدينة في الهند والعاصمة المالية مومباي. اتهمت الحكومة الهندية جماعة متشددة مقرها باكستان وهي جماعة عسكر طيبة في التسبب في العملية.[70][71]
- 3 أغسطس-نوفمبر 2008 - الهجمات على المسيحيين في الموصل سنة 2008 كانت سلسلة هجمات مسلحة تعرضت لها المناطق ذات الكثافة المسيحية في مدينة الموصل شمال العراق. أدت هذه الهجمات إلى مقتل العشرات ونزوح معظم المسيحيين من مدينة الموصل إلى القرى المسيحية في سهل نينوى وإقليم كردستان العراق. أعنفها تلك التي استهدفت كنائس في بغداد والموصل في 3 أغسطس 2004 أدت لمقتل 15 وجرح العشرات.[72]
- 25 أكتوبر 2009 - تفجيرات بغداد في العراق. فجرت سيارتين انتحارتين في المنطقة الخضراء، مما أسفر عن مقتل 155 شخصا على الاقل واصابة 520.
- 28 أكتوبر 2009 - انفجار بيشاور في باكستان. ونفجرت سيارة ملغومة في منطقة تسوق أدت إلى مقتل أكثر من 110 وأكثر من 200 جريح.
- 3 ديسمبر 2009 - انفجار مقديشو في الصومال. تنكر انتحاريا إسلاميا في زي امرأة وقام تفجير نفسه في قاعة الاجتماعات في فندق شامو. الفندق كان يستضيف حفل التخرج لطلاب الطب بجامعة بنادر عندما وقع الانفجار، مما أسفر عن مقتل أربعة وزراء منهم وزير التربية والتعليم أحمد عبد الله واييل ووزير الثقافة والتعليم العالي إبراهيم حسن عدو ووزيرة الصحة قمر آدم علي في الحكومة وكذلك غيرهم من المدنيين.[73][74]
- 1 يناير 2010 - تفجيرات اكي مروات، باكستان. قاد مفجرا انتحاريا إسلاميا سيارته المحملة بالمتفجرات إلى ملعب الكرة الطائرة حين تجمع الناس لمشاهدة مباراة مما أسفر عن مقتل أكثر من 100 شخص.[75]
- مايو 2010 - فيصل شاه زاد وهو أمريكي باكستاني إسلامي حصل على الجنسية الأمريكية في ديسمبر عام 2009، حاول تفجير سيارة ملغومة في ميدان تايمز في نيويورك في عملية متناسقة مع حركة طالبان الباكستانية.
- 31 أكتوبر 2010 - مجزرة سيدة النجاة هجوم قامت به منظمة دولة العراق الإسلامية التابعة لتنظيم القاعدة في بلاد الرافدين في عصر 31 أكتوبر، 2010 عندما اقتحم مسلحون كنيسة سيدة النجاة للسريان الكاثوليك بالكرادة في بغداد أثناء أداء مراسيم القداس. انتهت الحادثة بتفجير المسلحين لأنفسهم وقتل وجرح المئات ممن كانوا بداخل الكنيسة.[76]
- 13 مايو 2011 - تحملت حركة طالبان في باكستان الهجمات على مسجدين ينتمون إلى الجماعة الأحمدية، مما أسفر عن مقتل ما يقرب من 100 وإصابة العديد.[77]
- 13 يوليو 2011 -انفجار ثلاث قنابل في مواقع مختلفة في مومباي، التي ترتكتها جماعة المجاهدين الهنود الإسلامية. بلغ عدد القتلى 23 شخصًا، وأصيب 143 آخرون.[78]
- 11 سبتمبر 2012 - الهجوم على القنصلية الأمريكية في بنغازي تعرضت قنصلية الولايات المتحدة في بنغازي ليبيا لهجوم ردا على فيلم براءة المسلمين الذي أعتبر مسيئا لشخص محمد استعمل فيه المتظاهرون أسلحة نارية صغيرة وقنابل يدوية أدت إلى مقتل السقير الأمريكي في ليبيا كريستوفر ستيفنز وإداري المعلومات الخارجية شون سميث[79] موظف الأمن الأمريكي الخاص غلين دوهرتي[80] وعشرة من رجال الشرطة الليبية.[31]
- 15 أبريل 2013 - تفجيرا ماراثون بوسطن 2013 هما تفجيران متتاليان وقعا بعد ظهر يوم 15 أبريل 2013 في مدينة بوسطن الأمريكية قرب خط نهاية ماراثون بوسطن 2013، الذي شارك فيه أكثر من 27 ألف شخص واحتشد عشرات الآلاف من المتفرجين على جانبي الشارع لمتابعة الماراثون، وقد قُتل فيه 3 وأصيب 280 آخرين.[81] وكان منفذا العملية هما شقيقان إسلاميين من أصل شيشاني، جوهر تسارنايف (19 عاما) وتامرلان تسارنايف (26 عاما).
- 22 مايو 2013 - قام رجلان نيجيريين بدوافع دينية في مهاجمة وقتل الجندي البريطاني، لي ريغبي في ولويتش، في لندن، المملكة المتحدة.[82]
- 22 سبتمبر 2013 - تفجير كنيسة جميع القديسين في بيشاور أدى إلى مقتل 127 شخص وجرح 250 شخص.[83]
- 1 مارس 2014 - هجوم كونمينغ هو هجوم حصل في 1 مارس 2014 في مدينة كونمينغ الصينية وقد قتل في الهجوم 33 شخص بينهما 4 اشخاص من المنفذون وقد اتهمت الصين انفصاليين مسلمين بالهجوم.
- 4 أغسطس 2014 - مجزرة سنجار من قبل تنظيم الدولة الإسلامية في العراق والشام. قامت قوات داعش بالسيطرة على البلدة في يوم 4 أغسطس 2014 وقتلوا عدد كبير من الأيزيديين يصل لحوالي 5,000 شخص وسبوا العديد من النساء الإيزديات البقية هربوا إلى جبل سنجار وحوصروا هناك لعدة أيام ومات العديد منهم.
- 7 يناير 2015 - الهجوم على صحيفة شارلي إبدو هو هجوم وقع باقتحام ملثمين إثنين مقر الصحيفة الساخرة شارلي إبدو في باريس في 7 يناير 2015 بحدود الساعة 11 صباحًا بتوقيت وسط أوروبا. أدى هذا الهجوم إلى مقتل 12 شخصاً وإصابة 11 آخرين.[84] دخل المسلحون المبنى وبدؤوا إطلاق النار من أسلحة كلاشنكوف.[85] 
 في 14 يناير ظهر تسجيل مصور تبنى فيه تنظيم القاعدة في جزيرة العرب العملية وقال فيه المتحدث باسم التنظيم أن العملية تمت بأمر زعيم التنظيم أيمن الظواهري.[86]
- 26 يونيو 2015 - ثلاثة هجمات منفصلة في يوم واحد من قبل تنظيم الدولة الإسلامية في العراق والشام، خلال شهر رمضان،[87] نفذت: في مصنع للغاز المملوكة للولايات المتحدة خارج ليون، فرنسا لمقتل شخص واحد وإصابة ما لا يقل عن 12 شخصا.؛[88] في منتجع سوسة التونسي، وهجوم مسلح استهدف فندق إمبريال مرحبا وذلك في 26 يونيو 2015. خلف الهجوم حوالي 40 قتيل (من بينهم المسلح) أغلبهم من السياح و38 جريح.[89][90][91] تفجير مسجد الإمام الصادق الشيعي في حي الصوابر وذلك أثناء أداء صلاة الجمعة.[92] نتج عن الحادثة مقتل ما لا يقل عن 27 شخصًا،[93] وجرح 227 شخصًا على الأقل [94]
- 22 مارس 2016 - سلسلة تفجيرات في مطار العاصمة البلجيكية بروكسل ومحطة القطارات «مالبيك» القريبة من مقر الاتحاد الأوروبي، أسفرت عن مقتل  35 شخصا وإصابة 340. وأعلن «داعش» مسؤوليته عنها.[95]
- في 14 يوليو/تموز عام 2016 دهس متشدد من أصل تونسي يستقل شاحنة حشودا كانت تحتفل باليوم الوطني في مدينة نيس الفرنسية، مما أدى إلى مقتل 84 شخصا. وقد أعلن تنظيم الدولة الإسلامية مسؤوليته عن الحادث.[95]
- في 19 يوليو/تموز عام 2016 هاجم طالب لجوء أفغاني ركاب قطار بفأس، قرب مدينة فورتسبورغ الألمانية، ما أسفر عن إصابة خمسة أشخاص على الأقل. وقتل المهاجم، البالغ من العمر 17 عاما، على يد الشرطة خلال محاولته الفرار. وأعلن تنظيم الدولة الإسلامية مسؤوليته عن هذا الحادث.[95]

## قائمة وزارة الخارجية الأمريكية
منظمات إسلامية صنفت إرهابية بحسب حكومة الولايات المتحدة:
| - جماعة أبو سياف، الفلبين - الجماعة الإسلامية، مصر - كتائب شهداء الأقصى، قطاع غزة والضفة الغربية - الشباب (تنظيم صومالي)، الصومال - تنظيم القاعدة، العالم - أنصار الإسلام، العراق - الجماعة الإسلامية المسلحة، الجزائر - بوكو حرام، نيجيريا - إمارة القوقاز الإسلامية، روسيا - حركة شرق تركستان الإسلامية، الصين - جماعة الجهاد الإسلامي، مصر - الجبهة الشرقية الإسلامية العظيمة، تركيا - حركة حماس، قطاع غزة والضفة الغربية - حركة المجاهدين، باكستان | - حزب الله، لبنان - الحركة الإسلامية في آسيا الوسطى، آسيا الوسطى - الحركة الإسلامية لأوزبكستان، أوزبكستان - تنظيم الدولة الإسلامية (داعش)، العراق وسوريا - جيش محمد، باكستان وكشمير - جماعة أنصار السنة، العراق - الجماعة الإسلامية في جنوب شرق آسيا، أندونيسيا - لشكر طيبة، باكستان وكشمير - جبهة تحرير مورو الإسلامية، الفلبين - الجماعة الاسلامية المغربية المقاتلة، المغرب وأوروبا - حركة الجهاد الإسلامي في فلسطين، قطاع غزة والضفة الغربية - التوحيد والجهاد في بلاد الرافدين، العراق |